# Kora (album)
Kora – trzeci album studyjny Ralph Kaminski, wydany 15 października 2021 roku nakładem wydawnictwa Fonobo Label. Album zawiera 10 premierowych utworów wokalisty, a pierwszym singlem promującym płytę został utwór „Biegnij razem ze mną”.
Płyta dotarła do 6. miejsca listy OLiS, a w sierpniu 2022 uzyskała status złotej płyty. Artysta w tym samym roku otrzymał również Fryderyki za tę płytę dla artysty roku oraz w kategorii „muzyka poetycka”.

## Opis
Artysta interpretuje twórczość Kory i grupy Maanam na swój oryginalny sposób z towarzyszeniem muzyków: Bartek Wąsik, Michał Pepol, Wawrzyniec Topa, Paweł Izdebski i Wiktoria Bialic. W zamyśle Ralpha Kaminskiego, album jest hołdem dla zmarłej artystki. Piosenki znajdujące się w albumie były ilustracją autorskiego spektaklu Ralpha o tym samym tytule, którego premiera odbyła się w czerwcu 2021 podczas Przeglądu Piosenki Aktorskiej we Wrocławiu.

## Lista utworów
Lista utworów:
| Nr  | Tytuł utworu                       | Słowa          | Muzyka          | Długość |
| --- | ---------------------------------- | -------------- | --------------- | ------- |
| 1.  | „Łóżko”                            | Olga Jackowska | Marek Jackowski | 4:50    |
| 2.  | „Krakowski spleen / Się ściemnia”  | Olga Jackowska | Marek Jackowski | 4:00    |
| 3.  | „Wieje piaskiem od strony wojny”   | Kamil Sipowicz | Marek Jackowski | 2:54    |
| 4.  | „Bez ciebie umieram”               | Olga Jackowska | Marek Jackowski | 5:00    |
| 5.  | „Wyjątkowo zimny maj”              | Olga Jackowska | Marek Jackowski | 4:29    |
| 6.  | „Po prostu bądź”                   | Olga Jackowska | Marek Jackowski | 3:29    |
| 7.  | „Zabawa w chowanego”               | Olga Jackowska | Marcin Macuk    | 4:49    |
| 8.  | „Biegnij razem ze mną”             | Olga Jackowska | Marek Jackowski | 4:48    |
| 9.  | „Ta noc do innych jest niepodobna” | Olga Jackowska | Marek Jackowski | 4:40    |
| 10. | „Jestem kobietą”                   | Olga Jackowska | Marek Jackowski | 3:49    |
|     |                                    |                |                 | 42:48   |